# Michigan Plateau
Michigan Plateau är en platå i Antarktis. Den ligger i den centrala delen av kontinenten. Inget land gör anspråk på området.